# Estikay
Estikay (* 16. September 1991 in Hamburg; bürgerlich Yannick Dekeyser) ist ein deutscher Rapper. Seine ersten beiden Alben veröffentlichte er bei Sidos Label Goldzweig. Die Vermarktung und den Vertrieb übernahm Four Music. Seit 2021 ist er independent und releast über sein eigenes Label Blueberry Boyz.

## Leben und Karriere
Estikay ist der Sohn des ehemaligen Fußballtorwarts und Unternehmers Bobby Dekeyser und dessen 2010 verstorbener Frau Ann-Kathrin. Laut eigenen Angaben hat er die Schule abgebrochen. Danach war er zeitweise als Fotoassistent tätig.
Estikay ist verheiratet und lebt mit seiner Frau und seinen mittlerweile 3 Söhnen in Spanien.
Im Jahr 2014 begleitete er den Rapper Nico Suave auf der Unvergesslich-Tour. Durch einen gemeinsamen Freund wurde dann Sido auf den Hamburger Rapper aufmerksam und lud ihn ins Studio ein. Daraufhin wurde Estikay beim Label Goldzweig unter Vertrag genommen.
Am 13. März 2015 erschien Estikays EP Genau hier. Sein Debütalbum Auf entspannt wurde am 20. Januar 2017 veröffentlicht.
Im November 2019 begleitete er Sido auf seiner Tausend Tattoos Tour. Am 27. November 2019 veröffentlichte Estikay seine Blueberry Boyz Pre EP. Am 17. Januar 2020 erschien sein zweites Soloalbum Blueberry Boyz.
Nach dem Album trennten sich die geschäftlichen Beziehungen mit Goldzweig / Four Music und Estikay veröffentlicht seine Musik seitdem auf seinem eigenen Label Blueberry Boyz. Hier erschienen neben vereinzelten Songs die Alben Eschenstieg sowie Codein Dreams und die beiden EPs Spaceship und Tennisplatz.
Auch wenn die Geschäftsbeziehung der beiden nicht mehr vorhanden ist, sind Sido und Estikay weiterhin befreundet und Estikay unterstützt Sido auch regelmäßig bei seinen Liveshows. So auch bei der Paul – Live mit dir – Tour 2023 und den Sido Weihnachtsshows 2023, wo die beiden den gemeinsamen Song Gar nicht mal so glücklich performten.

## Diskografie
Studioalben
- 2017: Auf entspannt
- 2020: Blueberry Boyz
- 2022: Eschenstieg
- 2023: Codein Dreams

EPs
- 2015: Genau hier
- 2019: Blueberry Boyz Pre EP
- 2023: Spaceship EP
- 2023: Tennisplatz EP

Singles
- 2016: Drecksau
- 2016: Gebrochenes Deutsch
- 2016: Miami bis Paris
- 2017: Die Jungs dabei (feat. Sido und Adesse)
- 2017: Mac & Cheese
- 2018: Wieder mal Freitag
- 2018: Blueberry Boyz
- 2018: 24/7
- 2018: Day Ones
- 2019: Dirty Sprite (feat. Bozza (Rapper))
- 2019: Gott sei Dank
- 2019: Gelato
- 2019: Heute Nacht (feat. Sonus030, entstanden im Rahmen der 16Bars One Shot Session[11])[12]
- 2019: HMDG
- 2019: Über Nacht
- 2019: Hektik in der City
- 2019: Kafa Lesh (feat. LX)
- 2020: Fake (feat. Sido)
- 2020: Original (Lenny Morris feat. Estikay)
- 2020: Hennessy (LX feat. Estikay)
- 2020: Non Chalant
- 2021: Flightmode (feat. Jeff)
- 2021: Lenk mich ab (feat. Jeff)
- 2021: ⁣Handgemacht (feat. PhillaZio)
- 2021: Independent
- 2021: Chemical Love
- 2022: Manchmal
- 2022: Makatussin (feat. Xpyrvmnd)
- 2022: Nochmal genauso
- 2022: Triple B
- 2022: Look At Me Now (feat. PhillaZio)
- 2022: ’22 Freestyle
- 2023: Did it again
- 2023: Tried so hard
- 2023: HH BIS HB(Lenny Morris feat. Estikay)
- 2023: Sunshine
- 2023: Codein Dreams (feat. Lupo Kadafi)
- 2023: Higher
- 2023: On The Rocks (feat. Lenny Morris)
- 2023: Summernights
- 2023: Never Be The Same
- 2023: Plug
- 2023: Spaceship
- 2023: Die besten Jahre (feat. Lenny Morris & DJ Desue)
- 2023: Rothenbaumchaussee
- 2025: Bundesliga

Gastbeiträge
- 2015: Eier (mit Sido auf VI)
- 2015: Alles ist so gleich (mit JokA auf Augenzeuge)
- 2016: Männaz mit Vaginaz, Bljad und Ja man (mit Sido auf Das goldene Album)
- 2017: Wer hat das Gras weggeraucht (mit B-Tight, Nura, Smoky, Sido & Plusmacher auf Wer hat das Gras weggeraucht?)
- 2017: Ganja Day - Weedmix (mit Mortel & Marvin Game auf Racaille)
- 2018: Hotboxen (mit Plusmacher auf Hustlebach)
- 2019: Glas für Glas (mit LX & Maxwell auf Obststand 2)
- 2021: Hennessy (mit LX auf Inhale/Exhale)
- 2021: Viel zu oft (mit Jaill auf Mehr hungrig als satt)
- 2022: Gar nicht mal so glücklich (mit Sido auf PAUL)